# وزارة الصحة وتنمية المجتمع والجنسين وكبار السن والأطفال (تنزانيا)
وزارة الصحة وتنمية المجتمع وشؤون المرأة وكبار السن والأطفال هي وزارة حكومية في تنزانيا. تُعنى بسياسة الصحة وتنمية المجتمع وشؤون المرأة وكبار السن والأطفال.

## التاريخ
تم إنشاء الوزارة من خلال دمج وزارة الصحة والرعاية الاجتماعية ووزارة التنمية المجتمعية والجنسين والأطفال في حكومة جون ماجوفولي لعام 2015.